# Strombosia ceylanica
Strombosia ceylanica é uma árvore da família Olacaceae. O epíteto específico ceylanica vem do latim, que significa "do Ceilão".

## Distribuição e habitat
Strombosia ceylanica cresce naturalmente no estado indiano de Kerala, Sri Lanka, Malásia peninsular, Sumatra, Java e Bornéu. O seu habitat localiza-se em florestas desde o nível do mar até 1000 metros de altitude.